# ادوارد استیکلز
ادوارد استیکلز (به انگلیسی: Edward Stickles) زادهٔ ۷ آوریل ۱۹۴۲ شناگر اهل ایالات متحده آمریکا است.